# Karl-Adolf Hollidt
Karl-Adolf Hollidt (* 28. April 1891 in Speyer; † 22. Mai 1985 in Siegen) war ein deutscher Heeresoffizier (seit 1943 Generaloberst). Während des Zweiten Weltkrieges war er als Befehlshaber von Großverbänden auf verschiedenen Kriegsschauplätzen eingesetzt. Nach dem Krieg wurde er wegen seiner Beteiligung an Verbrechen der Wehrmacht angeklagt und zu fünf Jahren Haft verurteilt.

## Leben

### Kaiserreich und Erster Weltkrieg
Der Sohn eines Studienrates für neuere Sprachen am Humanistischen Gymnasium in Speyer trat nach seinem Abitur 1909 in das Infanterie-Leib-Regiment „Großherzogin“ (3. Großherzoglich Hessisches) Nr. 117 ein, in dessen 3. Kompanie er 1910 zum Leutnant ernannt wurde. Die Zeit des Ersten Weltkrieges verbrachte Hollidt ausschließlich in verschiedenen Dienststellungen an der Westfront. Während dieser Zeit erfolgten seine Beförderungen zum Oberleutnant (1915) und zum Hauptmann (1918). Für sein Wirken erhielt er neben beiden Klassen des Eisernen Kreuzes die Hessische Tapferkeitsmedaille und das Verwundetenabzeichen in Schwarz.

### Weimarer Republik
Ab 1919 diente Hollidt als Regimentsadjutant im Infanterie-Regiment 15 in Gießen und wurde in die Reichswehr übernommen. Von 1922 bis 1923 erhielt er eine Generalstabsausbildung im Reichswehrministerium. Nach einer Tätigkeit im Stab des Infanterieführers III in Potsdam war er als Kompaniechef im 12. Infanterie-Regiment in Zerbst tätig. Von 1931 bis 1933 lehrte er Taktik beim Wehrkreiskommando V in Stuttgart.

### Zeit des Nationalsozialismus

#### Vorkriegszeit
Nach seiner Beförderung zum Oberstleutnant am 1. Februar 1933 wurde Hollidt Kommandeur des I. Bataillons im 12. Infanterie-Regiment in Dessau. Als Oberst war er ab 1935 als Chef des Stabes des I. Armeekorps in Königsberg. Nach seiner Ernennung zum Generalmajor war er als Infanteriekommandeur 9 und Standortältester in Siegen tätig, dem die Infanterie-Regimenter 57, 116 und 136 unterstanden.
1939 übernahm Hollidt die arisierte Villa des Siegener Kaufmanns Eduard Hermann, der vor der nationalsozialistischen Judenverfolgung nach Palästina geflohen war.

#### Zweiter Weltkrieg
Am 26. August 1939 wurde Hollidt Kommandeur der 52. Infanterie-Division, gab diesen Posten aber nach wenigen Tagen wieder ab, um als Chef des Stabes der 5. Armee eingesetzt zu werden. Ab dem 1. November 1939 diente er als Generalstabschef beim Oberbefehlshaber Ost, Generaloberst Johannes Blaskowitz. Im Westfeldzug diente er nach seiner Beförderung zum Generalleutnant am 1. April 1940 als Chef des Stabes der 9. Armee. Ab Oktober 1940 war er Kommandeur der 50. Infanterie-Division, die er auch im Feldzug gegen Griechenland 1941 führte. Mit dieser Division wurde er nach dem Überfall auf die Sowjetunion der Heeresgruppe Süd unterstellt und am 8. September 1941 mit dem Ritterkreuz des Eisernen Kreuzes ausgezeichnet.

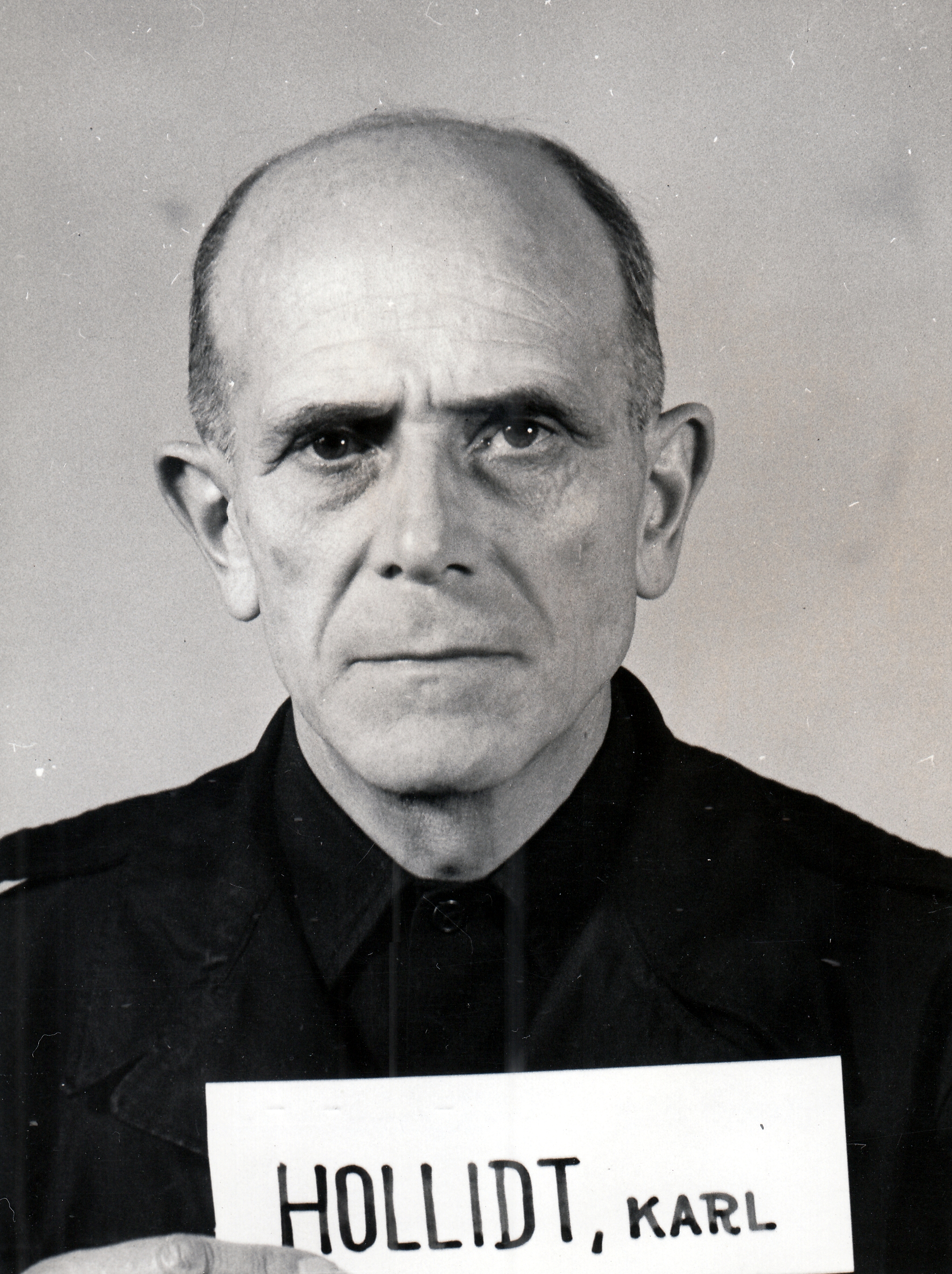
Hollidt im Rahmen des Prozesses gegen das Oberkommando der Wehrmacht, Aufnahme um 1948

Als General der Infanterie kommandierte Hollidt ab dem 23. Januar 1942 das der 6. Armee unterstellte XVII. Armeekorps. Als einziger Verband der 6. Armee konnte das Korps im November 1942 deren Einkesselung im Verlauf der Schlacht von Stalingrad größtenteils entgehen. Es wurde daraufhin aus der 6. Armee herausgelöst und als eigenständige Armeegruppe Hollidt geführt. In den folgenden Wochen war der Verband in schwere Abwehrkämpfe im Donbogen und am Tschir verwickelt; die ihm anfänglich zugedachte Rolle beim Entsatzversuch der 6. Armee (Unternehmen Wintergewitter) konnte es daher nicht ausfüllen.
Etwas mehr als einen Monat nach der Kapitulation der 6. Armee in Stalingrad wurde aus dem mittlerweile Armeeabteilung Hollidt genannten Verband am 6. März 1943 eine neue 6. Armee gebildet, deren Oberbefehl Hollidt als Nachfolger von Generalfeldmarschall Paulus übernahm. Am 17. Mai 1943 wurde er mit dem Eichenlaub zum Ritterkreuz des Eisernen Kreuzes ausgezeichnet (239. Verleihung) und am 1. September 1943 zum Generaloberst befördert. Ende März 1944 erfolgte seine Abberufung als Oberbefehlshaber der 6. Armee, ihm folgte General Sigfrid Henrici. Wenig später folgte seine Versetzung in die Führerreserve. In der Endphase des Krieges war Hollidt von Februar bis April 1945 als militärischer Berater des Gauleiters der NSDAP tätig.

### Nachkriegszeit
Hollidt war an Verbrechen der Wehrmacht beteiligt, sowohl an Kriegsverbrechen als auch an Verbrechen gegen die Menschlichkeit, weshalb gegen ihn und einige andere Angehörige der Wehrmachtsspitze nach 1945 in Nürnberg ermittelt und Anklage erhoben wurde. Sein Verteidiger war Stefan Fritsch. Im Fall XII „OKW- und Generalstabsprozess“ (1947–1948) wurde Hollidt wegen verbotswidrigen Einsatzes von Kriegsgefangenen sowie Verschleppung und Versklavung von Zivilpersonen zu fünf Jahren Freiheitsstrafe verurteilt, die er im Kriegsverbrechergefängnis Landsberg absitzen sollte. Kurz vor Weihnachten 1949 wurde er wegen guter Führung vorzeitig entlassen.
Hollidt war Vorsitzender, dann Ehrenvorsitzender des Landesverbands NRW des Verbands der Heimkehrer. Von seiner evangelischen Kirchengemeinde wurde er zum Presbyter gewählt.

### Privates
Hollidt heiratete 1925 in Berlin Trude Sophia Engelhorn (1904–1986), deren Bruder war der Widerstandskämpfer Karl Heinz Engelhorn.